# Shelley Plimpton
Shelley Plimpton (Roseburg, 27 de Fevereiro de 1947) é uma atriz estadunidense e artista da Broadway. 
Plimpton é mãe da atriz Martha Plimpton (do relacionamento com o ator Keith Carradine) e ex-esposa do diretor de teatro Daniel Sullivan, (que trabalhou como diretor assistente em Hair).